# Przylesie (Augustów)
Przylesie (Kaczy Dołek) – osiedle mieszkaniowe w Augustowie w woj. podlaskim.

## Położenie
Osiedle Przylesie położone jest ok. 1,5 km w linii prostej na północny wschód od centrum miasta. Granice osiedla wyznacza droga krajowa nr 16 i ulice Armii Krajowej, Przemysłowa i 29 Listopada. 

## Współczesność
Na osiedlu dominują bloki mieszkalne, zbudowane w latach 1955-1968 jako pierwsze osiedle w Augustowie po II wojnie światowej. W czasach PRL-u osiedle nosiło imię Juliana Marchlewskiego. Osiedle nazywane jest potocznie Kaczy Dołek, gdyż położone jest w obniżeniu terenu.